# Knockboy
Il Knockboy (in gaelico An Cnoc Buí, che significa montagna gialla) è un monte irlandese facente parte del gruppo delle Shehy, di cui è il più alto. È situato lungo il confine tra le contee di Kerry e Cork.
Il Knockboy è la montagna più alta dell'intera contea di Cork ed è composto essenzialmente da arenaria rossa depositatasi nell'era geologica del Devoniano e modellata dall'azione esogena dell'erosione apportata dai ghiacciai. Questo vale pure per tutta la catena montuosa di cui il Knockboy fa parte.